# Eleições gerais japonesas em 2024

Mapa do Japão de acordo com os resultados das eleições de 2024

A 50ª eleição geral da Câmara dos Representantes do Japão, a câmara baixa da Dieta Nacional, foi realizada em 27 de outubro de 2024 devido à dissolução antecipada da Câmara dos Representantes pelo primeiro-ministro Shigeru Ishiba. A votação ocorreu em todos os círculos eleitorais, incluindo blocos proporcionais, para eleger membros da Câmara dos Representantes.
A eleição foi realizada um mês após Ishiba assumir o cargo de primeiro-ministro, depois de vencer uma disputa acirrada na eleição presidencial do Partido Liberal Democrata (PLD) em 27 de setembro, após a renúncia de Fumio Kishida como líder do partido devido ao seu baixo índice de aprovação em meio ao escândalo de corrupção do fundo secreto em todo o partido. A dissolução da Dieta foi realizada oito dias após a posse do primeiro-ministro e 26 dias antes do dia da votação, ambos os períodos mais curtos desde o fim da Segunda Guerra Mundial.
Em meio ao contínuo descontentamento público com o escândalo do fundo secreto, o partido governista LDP e seu parceiro de coalizão Komeito perderam a maioria parlamentar na câmara baixa pela primeira vez desde 2009, com o LDP sofrendo seu segundo pior resultado em sua história, garantindo apenas 191 assentos. O Partido Democrático Constitucional (CDP), principal partido de oposição liderado pelo ex-primeiro-ministro Yoshihiko Noda, alcançou seu melhor resultado em sua história, aumentando seu número de assentos de 96 para 148. Esta foi a primeira eleição geral no Japão desde 1955 em que nenhum partido garantiu pelo menos 200 assentos.
O Partido Democrático para o Povo (DPP) conquistou 28 cadeiras, ultrapassando o Komeito e se tornando o quarto maior partido na câmara. O Komeito sofreu mais perdas, incluindo a perda de todos os seus assentos em Osaka, às custas do Ishin no Kai, sediado em Osaka, bem como a perda do assento do recém-eleito líder do partido, Keiichi Ishii . Partidos menores da oposição também ganharam assentos, incluindo o partido populista de esquerda Reiwa Shinsengumi, o partido populista de direita Sanseitō e o recém-formado Partido Conservador de extrema direita.